# Paul Eckert
Paul Eckert (9 september 1990) is een Duitse freestyleskiër. Hij vertegenwoordigde zijn land op de Olympische Winterspelen 2018 in Pyeongchang.

## Carrière
Eckert maakte zijn wereldbekerdebuut in maart 2009 in Hasliberg. In december 2010 scoorde de Duitser in Innichen zijn eerste wereldbekerpunten, een maand later behaalde hij in Grasgehren zijn eerste toptienklassering in een wereldbekerwedstrijd. Tijdens de wereldkampioenschappen freestyleskiën 2011 in Deer Valley eindigde Eckert als twintigste op de skicross.
Op de wereldkampioenschappen freestyleskiën 2015 in Kreischerg eindigde de Duitser als vierde op het onderdeel skicross. In februari 2015 stond hij in Åre voor de eerste maal in zijn carrière op het podium van een wereldbekerwedstrijd. In de Spaanse Sierra Nevada nam Eckert deel aan de wereldkampioenschappen freestyleskiën 2017. Op dit toernooi eindigde hij als 23e op de skicross. Op 20 januari 2018 boekte de Duitser in Nakiska zijn eerste wereldbekerzege. Tijdens de Olympische Winterspelen van 2018 in Pyeongchang eindigde hij als achttiende op de skicross.
Op de wereldkampioenschappen freestyleskiën 2019 in Park City eindigde Eckert als achttiende op de skicross.

## Resultaten

### Olympische Winterspelen
| Jaar | Plaats      | Resultaten   |
| ---- | ----------- | ------------ |
| 2018 | Pyeongchang | 18e Skicross |

### Wereldkampioenschappen
| Jaar | Plaats        | Resultaten   |
| ---- | ------------- | ------------ |
| 2011 | Deer Valley   | 20e Skicross |
| 2015 | Kreischberg   | 4e Skicross  |
| 2017 | Sierra Nevada | 23e Skicross |
| 2019 | Park City     | 18e Skicross |

### Wereldbeker
Eindklasseringen
| Seizoen   | Algm | SX  |
| --------- | ---- | --- |
| 2010/2011 | 95e  | 30e |
| 2011/2012 | 130e | 35e |
| 2012/2013 | 188e | 37e |
| 2013/2014 | 147e | 33e |
| 2014/2015 | 18e  | 4e  |
| 2015/2016 | 75e  | 16e |
| 2016/2017 | 123e | 26e |
| 2017/2018 | 35e  | 8e  |
| 2018/2019 | 91e  | 21e |

Wereldbekerzeges
| Datum           | Plaats  | Onderdeel |
| --------------- | ------- | --------- |
| 20 januari 2018 | Nakiska | Skicross  |